# 리리런
리리런(중국어: 李李仁, 병음: Lǐ Lǐ Rén, 한자음: 리리인, 1974년 1월 6일 ~ )은 타이완의 배우이다.

## 출연 작품
- 미스 앤디 (2020)
- High 5 제패청춘 (2016)
- 시먼딩 이야기 (2015)
- 무미랑전기 (2014)
- 피안1945 (2012)
- 성녀보표 (2012)